# Persectania peracuta
Persectania peracuta là một loài bướm đêm trong họ Noctuidae.